# Sofia Charlotta av Hannover
Sofia Charlotta av Hannover, född 30 oktober 1668 i Bad Iburg, död 1 februari 1705 i Hannover, var kurfurstinna av Brandenburg 1688–1705, och drottning av Preussen 1701–1705. Hon blev känd som Preussens "filosofiska drottning".
Sofia Charlotta är ihågkommen för sin korrespondens med den tyske matematikern och filosofen Gottfried Wilhelm von Leibniz, den förste ordföranden för den preussiska vetenskapsakademien. Hon intresserade sig för vetenskap och litteratur, omgav sig med kända forskare och filosofer. Sofia Charlotta tyckte också om musik, hon sjöng och spelade cembalo.

## Biografi
Sofia Charlotta var det fjärde barnet och den enda dottern till Ernst August av Hannover och Sofia av Pfalz.
Hon hade en nära relation till sin mor, som gav henne en för dåtida flickor mycket hög bildning, och växte delvis upp på sin mors privata slott Herrenhausen. Hon undervisades av Frau von Harling, som också hade varit lärare åt Elisabeth Charlotte av Pfalz. Hon studerade franska, engelska, latin, musik (både att framföra och skriva). År 1679 blev hennes far hertig av Hannover. Hon kom då i kontakt med Leibnitz, som bidrog till hennes utbildning. Hon följde med sina föräldrar på deras resa till Venedig 1680. Bland syskonen ska hon ha stått närmast sin bror Frederic Augustus.
När Sofia Charlotta fortfarande var ett barn planerades äktenskap mellan henne och den franske tronarvingen Ludvig, men dessa äktenskapsförhandlingar lades ner när Ludvig i stället äktade Victoria av Bayern 1680. Sofia Charlotta gifte sig med Fredrik, son till kurfursten Fredrik Vilhelm I av Brandenburg, 8 oktober 1684.
Sofia Charlotta presenterades för Brandenburgs tronarvinge Fredrik för första gången 1681, vid kurorten Pyrmont, och 1682 besökte hon hovet i Berlin med sina föräldrar. År 1683 följde hon med sin mor till Frankrike på dennas besök hos sin syster abbedissan av Maubuisson, hertiginnan av Orleans och prinsessan de Conde, och tillbringade ett år vid det franska hovet. Sofia Charlotta gjorde succé vid det franska hovet med sin skönhet och kvickhet. Enligt myten ska Ludvig XIV ha övervägt henne som brud till kronprinsen, men eftersom denne var gift vid tiden kan det knappast stämma. Efter besöket i Frankrike ska Sofia Charlotta blivit frankofil och alltid föredragit franskt språk, mode, uppträdande och smak.

### Äktenskap
Äktenskapet mellan Sofia Charlotta och Brandenburgs tronföljare Fredrik föreslogs 1684, sedan Fredriks första maka avlidit. Giftermålet motarbetades av Fredriks styvmor, men accepterades av Sofia Charlottas föräldrar av statusmässiga skäl. Fredrik besökte Hannover i september 1684, då den offentliga trolovningen tillkännagavs. Sofia Charlotta beskrivs vid tiden för giftermålet som en skönhet med stora blå ögon, tjockt svart hår, rosig ljus hy och vacker figur (som skulle bli rundare med åren), och som person kvick och verbal, en skicklig sångare och graciös dansös med hög bildning och kunskapstörst. Fredrik beskrivs som småväxt, fysiskt svag, med klen hälsa, nervöst sätt och melankoliskt temperament, lätt att dominera och högt bildad. Paret ansågs omaka, och Pollnitz beskrev det som att bruden offrades för sina föräldrars ambitioner.
Sofia Charlotta konverterade från den lutherska till den reformerta tron och gifte sig med Fredrik den 8 oktober 1684 på Herrenhausen. Vigseln innefattade sex ceremonier, som var så tröttande för bruden på grund av hennes klädedräkt och smycken att hon fick avbryta och återuppta den i lösare klädsel och lättare smycken. Den 10 oktober gjordes ett högtidligt intåg i Hannover följt av bal och fackeldans. Fredrik återvände därefter till Berlin. Sofia Charlotta gjorde sitt intåg i Berlin med sin make, mor, äldsta bror 2 november.
Sofia Charlotta kom väl överens med sin svärfar, och även om hennes relation till sin makes styvmor var distant, lämnade de varandra ifred. Relationen mellan henne och hennes make ska ha saknat både konflikter och närhet. Hon beskrivs som reserverad och avvisande mot honom; han ska initialt ha blivit förälskad i henne, men då han inte fick gensvar ska även hans känslor ha svalnat. När Leibnitz sände henne en avhandling om "les infiniment petits", ska hon ha kommenterat: "Tror han att Fredrik I:s hustru behöver en avhandling om "oändlig litenhet"?  Makarna levde redan tidigt i äktenskapet skilda liv och möttes oftare vid offentliga sammanhang än i privatlivet.
Under sin första förlossning 1686 önskade hon vara hos sin mor, men då hon förbjöds det av svärmodern, flydde hon mot familjens vilja, vilket resulterade i att hon födde barnet i ett hus vid vägen. Under sitt besök i Leipzig med maken 1687 ska hon ha generat akademikern Carpzow genom att nämna fler lärda verk än han själv hade hört talas om, och ur minnet pekat ut en obskyr ort på kartan för en annan lärd som inte kunde finna den.

### Kurfurstinna
Fredrik blev kurfurste av Brandenburg under namnet Fredrik III efter sin fars död 1688, Sofia Charlotta blev då kurfurstinna av Brandenburg.
Den 16 februari 1688 blev maken kurfurste och hon kurfurstinna. Sofia Charlotta ska inte ha tagit stort intryck av förändringen i sin ställning, förutom att hennes hovpersonal utökades och hon förväntades delta i fler representativa uppgifter, något hennes make tyckte om och hon var likgiltig inför. Hon kom inte väl överens med minister Danckelmann, men det var sällan ett problem eftersom hon saknade intresse för regeringsfrågor.  Hon saknade intresse för politik och gjorde därför aldrig något försök att få inflytande över sin make eller statens affärer.  Bland hennes favorithovdamer fanns Fraulein Billow och framför allt Fraulein Pollnitz, kusin till kungens förste hovman memoarförfattaren baron de Pollnitz.
Under pfalziska tronföljdskriget närvarade hon med Fredrik vid fronten i Köln 1689 under belägringen av Bonn. Hon besökte ofta sin mor i Hannover. Hon är känd för sin lärda korrespondens med Leibnitz, som påbörjades 1690.
Som kurfurstinna anpassade Sofia Charlotta hovet efter det faktum att hon och Fredrik levde skilda liv, och höll sina mottagningar vid en annan tidpunkt än honom, så besökare kunde uppvakta dem båda, så att de som lämnade hennes soirée kom just i tid för att bevista makens levée. Sedan ediktet i Nantes år 1683 hade förvisat hugenotterna från Frankrike hade dessa fått fri asyl i Berlin, som då ännu var en liten stad, vilket resulterade i att en tid halva stadens befolkning bestod av franska hugenotter. Sofia Charlotta blev beskyddare och gynnare av Berlins franska hugenottkoloni och samlade en cirkel av landsflyktiga franska intellektuella omkring sig på sitt lustslott Liitzelburg, där alla hovceremonier lades av, alla talade franska och alla hovdamer fick order om att klä sig i svart för att inte utmana de fattigare exilflyktingarna med för dyrbara dräkter.
Hon fick år 1691 slottet Monbijou i gåva av sin make, som kom att bli det berömda Charlottenburg. Hon lät bygga barockresidenset Lietzenburg i Berlin 1695, där hon bodde med sitt eget hov om somrarna. Maken hade bara tillträde dit om han hade fått en inbjudan. Efter Sofia Charlottas död döptes slottet om till Charlottenburgs slott. Sofia Charlotta föredrog att tillbringa sin tid där på avstånd från hovetiketten och de offentliga plikterna i Berlin, i en krets av intellektuella och privata vänner och favoriter. Hon ska ha haft övertygelsen om att hon skulle dö ung, men betraktat döden med nyfikenhet snarare än fruktan, och förberedde sig redan 1692 med att upprätta sitt första testamente.
Hon ska ha älskat sin äldste son intensivt, men ändå sällan sett honom utan överlät hans uppfostran på Madame de Montbail och Alexander de Dohna. Eftersom hon själv såg kunskap och bildning som ett nöje ska hon ha ställt så höga krav på honom att han reagerade med att avsky bildning, medan hon däremot inte ställde särskilt höga krav på hans uppträdande i övrigt.
Sofia Charlotta deltog pliktmässigt i hovlivets mottagningar av dignitärer, middagar och baler, men föredrog att ägna sig åt lärda diskussioner och engagerade ibland även statsbesökare i debatter. Hon tyckte även om musik och teater, och arrangerade 1695 en opera vid hovet, något som vid denna tid uppfattades som en skandal av kyrkan och resulterade i en konflikt med hovkaplanen Cochins som förbjöd vidare föreställningar som sataniska.
Det har sagts att tsar Peter den store av Ryssland blev så djupt imponerad av Sofia Charlotta när han för första gången fick möta henne, på sin stora, politiskt viktiga, Europaresa 1697, att han tappade målföret. Vid tidpunkten för Peter den stores besök i Berlin befann hon sig i Hannover, men mötte honom sedan med sin mor i Koppenbruck utanför Hannover. Hon beskrev honom som grov och barbarisk till sitt sätt, men som tilldragande och mycket attraktiv till utseendet, och att han hade misstagit valbenen i hennes korsett för benen i hennes skelett.
Berlins vetenskapsakademi ska ha grundats sedan Sofia Charlotta inför Jablonsky beklagade sig inför en sådan frånvaro, som denne föreslog det för kungen. När vetenskapsakademin öppnade 1700 lyckades hon placera Leibnitz där. Hon höll en omtalad fest på sitt lustslott för att fira invigningen.
Efter hennes fars död 1698 blev visiterna mellan Sofia Charlotta och hennes mor ännu tätare, och modern spelade en roll som medlare mellan hoven i Hannover och Berlin. Både Sofia Charlotta och hennes mor engagerade sig i den då viktiga frågan om en potentiell förenande av Tysklands protestantiska kyrkor.

### Drottning

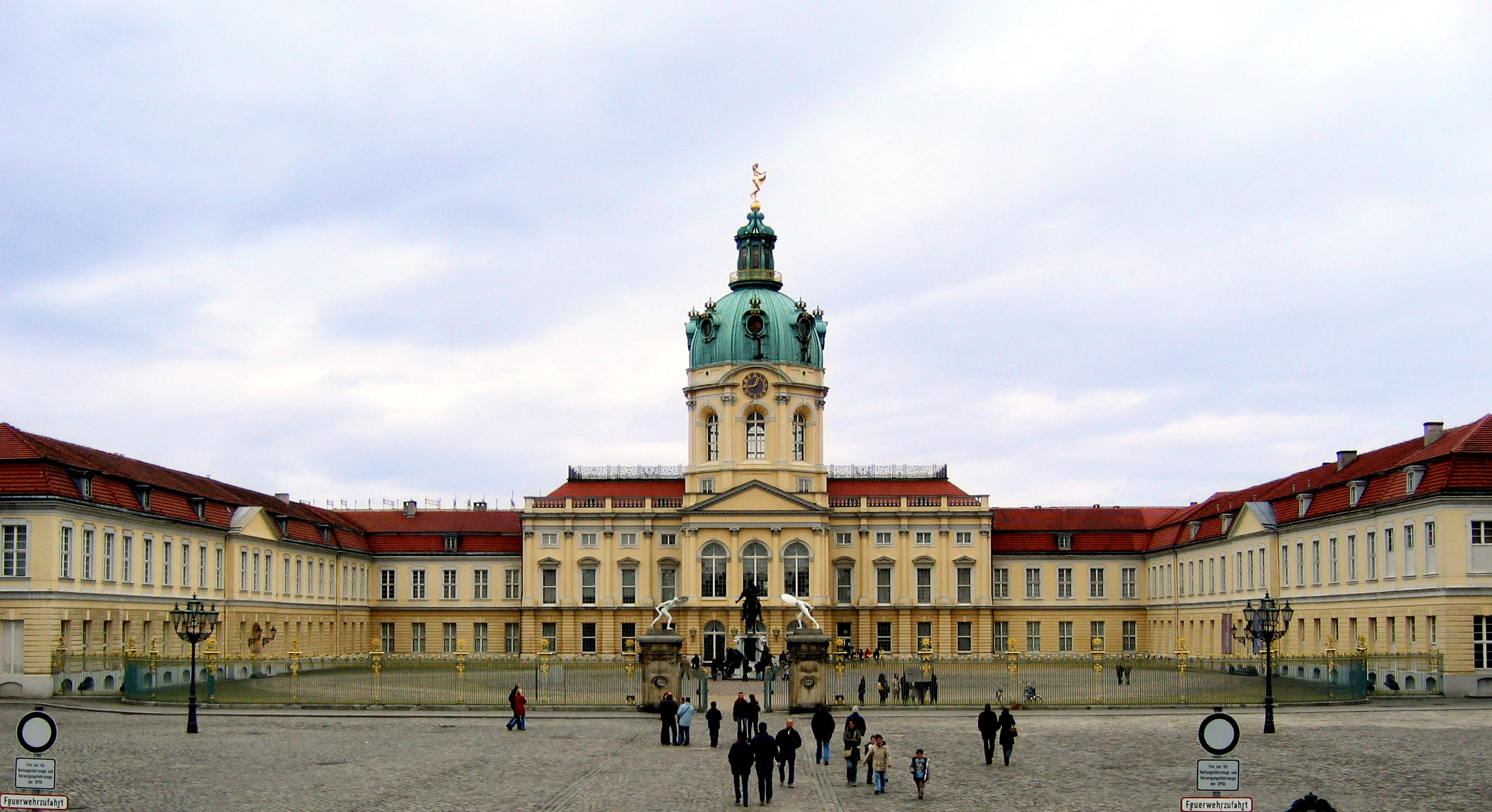
Charlottenburgs slott i stadsdelen Charlottenburg, Berlin.

År 1701 upphöjdes maken till kung Fredrik I i Preussen. Hans gemål Sofia Charlotta blev därmed Preussens första drottning.
Sofia Charlotta beskrivs inte som entusiastisk för sin makes planer att skaffa sig titeln kung. Hon ombads att med sin mor besöka Vilhelm av Oranien (kungen av England) i Haag  och hertigen av Bayern i Bryssel för att övertyga dem om att ge sitt stöd till planen. Hon gick med på att anta uppdraget på villkor att hon fick en höjd inkomst, något som minister Wartenberg i sin tur gick med på villkor att hon lät hans fru, som var kurfurstens mätress, få göra hovpresentation. Sofia Charlotta gick med på det på villkor att hennes make tvingade henne genom en formell order, men eftersom han vägrade, ägde presentationen aldrig rum. Under sitt uppdrag i Bryssel bojkottades hon av hertigens fru men vann hans stöd efter en uppmärksammad flirt, varpå hon därefter med framgång övertalade även kungen av England, på vilken hon imponerade genom sin lärdom.
Fredrik och Sofia Charlotta kröntes till kung och drottning i Königsberg 15 januari 1701, följd av gudstjänst och bankett. Hon anmärkte med löje på den högtidliga kröningen och den ceremoniella roll hon förväntades spela i den.  Madame de Wartenberg krävde att få bära drottningens släp under ceremonin, och hennes make minister Wartenberg lyckades få greve C. Dohna att övertala henne att avstå. Vid kröningen bar Sofia Charlotta en klänning i guldbrokad med liv dekorerat med diamanter. Det sades att drottningen inte borde gratuleras för att ha fått en krona, utan kronan för att ha fått en sådan drottning. Hon fann ceremonin långdragen och visade sin liknöjdhet genom att friska upp sig med luktsnus under ceremonin, vilket chockerade hennes make.
Vid sin återkomst till Berlin återupptog hon sin tillvaro med intellektuella debatter i sin egen krets på Charlottenburg och besök till sin mor i Hannover. Bland hennes besökare fanns den irländska ateisten Toland, som kallade henne den vackraste prinsessan av sin tid, berömde hennes debattförmåga och ansåg att hon inte var någon man underlägsen i sin förståndsförmåga (vilket på den tiden ansågs vara en stor komplimang), och tillägnade henne sina "Letters to Serena". Under sitt besök i Hannover deltog hon i karnevalen där hon kom väl överens med sin brors utomäktenskaplige son Karl Ludvig, något som ska ha gjort maken djupt upprörd.
Vid denna tid kom hon i konflikt med sin son på grund av hans alltmer våldsamma uppträdande och hans avsky för bildning till förmån för militärliv, där de hade motsatta intressen: hon ska ha blivit djupt besviken och förfärad då hon ertappade honom under en misshandel. Hon arbetade länge och till slut med framgång för att hennes son kronprinsen skulle göra en resa till England för att avsluta sin utbildning, i hopp om att dämpa hans brutalitet, vilken realiserades 1704.
Hon var intresserad av musik och beskyddade flera musiker, bland dem Ariosti, Corelli och Buononcini, Handel, Paolina, Fridolin och Regina Schonaes. Under bröllopet mellan kungens bror Albert och Maria av Kurland, lät Sofia Charlotta uppföra operan Polifemo av Buononcini, där hon själv deltog som pianospelare, sittande i orkestern bland de övriga musikerna.
År 1703 utspelades en lärd teologisk dispyt mellan Sofia Charlotta och den katolska prästen Vota Pere, som uppmärksammades på sin tid och ytterligare drog uppmärksamhet till hennes lärdom.
Hon assisterade 1704 den engelske ambassadören hertigen av Marlborough under hans uppdrag i Berlin, dit han kommit för att handha förhandlingarna kring det nyligen slutna fördraget med England.
Hennes mor, som bedömde att kungens mätress Wartenbergs inflytande hade blivit för stort att ignoreras, såg slutligen till att Sofia Charlotta accepterade att låta denna göra en hovpresentation, men såg till att Wartenberg skämdes ut under den genom att tala franska, något Wartenberg inte förstod. Hon försonade sig med Wartenberg under sitt sista år i livet.
Sofia Charlotta avled i lunginflammation på en resa till sin mor i Hannover år 1705.  I sin dödsbädd bad hon sin vän Pollnitz att inte gråta: "Tyck inte synd om mig, för jag är på väg att uppfylla min nyfikenhet på ett fenomen om vilket Leibnitz aldrig kunde ge mig en förklaring på, och jag kommer att ge kungen en anledning att ställa till med ett spektakel i form av en begravningsprocession som kommer att ge honom en chans att utveckla alla former av förutsägbar prakt." Fredrik I blev så chockad över hennes död att han svimmade och vägrade lämna sina rum på flera dagar.

## Eftermäle
Stadsdelen Charlottenburg i Berlin med Charlottenburgs slott, sjön Charlottensee i Sofia Charlottas födelseort Bad Iburg, och gymnasiet Sophie-Charlotte-Oberschule i Berlin är alla namngivna efter Sofia Charlotta.

## Barn
1. Fredrik August (1685–1686)[9]
2. Fredrik Vilhelm I (1688–1740), kurfurste av Brandenburg och kung i Preussen 1713–1740

## Anfäder

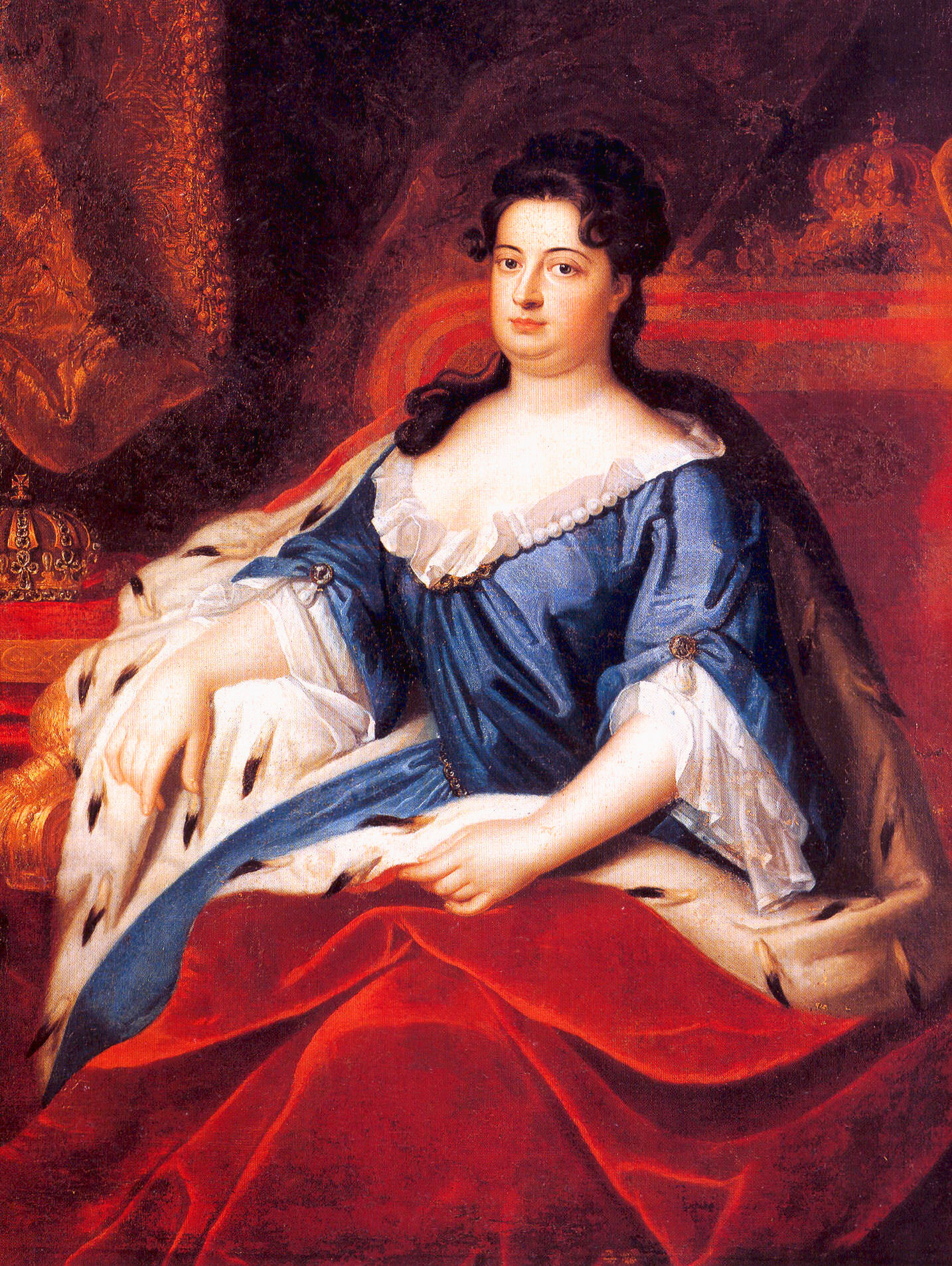
Drottning Sofia Charlotta av Preussen.

|                             |  |  |  |  |  |  |  |                          |  |  |  |  |  |  |  |                                   |  |  |  |  |  |  |  | Wilhelm d.y. av Braunschweig-Lüneburg |
|                             |  |  |  |  |  |  |  |                          |  |  |  |  |  |  |  |                                   |  |  |  |  |  |  |  |                                       |
|                             |  |  |  |  |  |  |  |                          |  |  |  |  |  |  |  | Georg av Braunschweig-Lüneburg    |  |  |  |  |  |  |  |                                       |
|                             |  |  |  |  |  |  |  |                          |  |  |  |  |  |  |  |                                   |  |  |  |  |  |  |  |                                       |
|                             |  |  |  |  |  |  |  |                          |  |  |  |  |  |  |  |                                   |  |  |  |  |  |  |  | Dorothea av Danmark                   |
|                             |  |  |  |  |  |  |  |                          |  |  |  |  |  |  |  |                                   |  |  |  |  |  |  |  |                                       |
|                             |  |  |  |  |  |  |  | Ernst August av Hannover |  |  |  |  |  |  |  |                                   |  |  |  |  |  |  |  |                                       |
|                             |  |  |  |  |  |  |  |                          |  |  |  |  |  |  |  |                                   |  |  |  |  |  |  |  |                                       |
|                             |  |  |  |  |  |  |  |                          |  |  |  |  |  |  |  |                                   |  |  |  |  |  |  |  | Ludvig V av Hessen-Darmstadt          |
|                             |  |  |  |  |  |  |  |                          |  |  |  |  |  |  |  |                                   |  |  |  |  |  |  |  |                                       |
|                             |  |  |  |  |  |  |  |                          |  |  |  |  |  |  |  | Anna Eleonora av Hessen-Darmstadt |  |  |  |  |  |  |  |                                       |
|                             |  |  |  |  |  |  |  |                          |  |  |  |  |  |  |  |                                   |  |  |  |  |  |  |  |                                       |
|                             |  |  |  |  |  |  |  |                          |  |  |  |  |  |  |  |                                   |  |  |  |  |  |  |  | Magdalena av Brandenburg              |
|                             |  |  |  |  |  |  |  |                          |  |  |  |  |  |  |  |                                   |  |  |  |  |  |  |  |                                       |
| Sofia Charlotta av Hannover |  |  |  |  |  |  |  |                          |  |  |  |  |  |  |  |                                   |  |  |  |  |  |  |  |                                       |
|                             |  |  |  |  |  |  |  |                          |  |  |  |  |  |  |  |                                   |  |  |  |  |  |  |  | Fredrik IV av Pfalz                   |
|                             |  |  |  |  |  |  |  |                          |  |  |  |  |  |  |  |                                   |  |  |  |  |  |  |  |                                       |
|                             |  |  |  |  |  |  |  |                          |  |  |  |  |  |  |  | Fredrik V av Pfalz                |  |  |  |  |  |  |  |                                       |
|                             |  |  |  |  |  |  |  |                          |  |  |  |  |  |  |  |                                   |  |  |  |  |  |  |  |                                       |
|                             |  |  |  |  |  |  |  |                          |  |  |  |  |  |  |  |                                   |  |  |  |  |  |  |  | Louise Juliana av Oranien             |
|                             |  |  |  |  |  |  |  |                          |  |  |  |  |  |  |  |                                   |  |  |  |  |  |  |  |                                       |
|                             |  |  |  |  |  |  |  | Sofia av Pfalz           |  |  |  |  |  |  |  |                                   |  |  |  |  |  |  |  |                                       |
|                             |  |  |  |  |  |  |  |                          |  |  |  |  |  |  |  |                                   |  |  |  |  |  |  |  |                                       |
|                             |  |  |  |  |  |  |  |                          |  |  |  |  |  |  |  |                                   |  |  |  |  |  |  |  | Jakob I av England                    |
|                             |  |  |  |  |  |  |  |                          |  |  |  |  |  |  |  |                                   |  |  |  |  |  |  |  |                                       |
|                             |  |  |  |  |  |  |  |                          |  |  |  |  |  |  |  | Elisabet Stuart                   |  |  |  |  |  |  |  |                                       |
|                             |  |  |  |  |  |  |  |                          |  |  |  |  |  |  |  |                                   |  |  |  |  |  |  |  |                                       |
|                             |  |  |  |  |  |  |  |                          |  |  |  |  |  |  |  |                                   |  |  |  |  |  |  |  | Anna av Danmark                       |
|                             |  |  |  |  |  |  |  |                          |  |  |  |  |  |  |  |                                   |  |  |  |  |  |  |  |                                       |